# Amadeu Cristià i Rotches
Amadeu Cristià i Rotches (Gràcia, 28 de desembre de 1876 — Barcelona, 7 d'agost de 1924) fou un pianista, director d'orquestra, concertador, compositor i pedagog de cant, piano, solfeig i tècnica musical.

## Biografia
Fou fill de Joan Cristià Vial (1835-1915), degà dels directors dels Cors de Clavé, i de Dolors Rotches Tomasini (1856-1930).
Professor de cant, de piano, de solfeig, d'harmonia i de tècnica musical; membre de la junta directiva del Sindicat de Mestres i Pianistes, així com de la “Agrupación Española de Maestros Directores – Concertadores”, Amadeu Cristià i Rotches destacà per la seva labor com a director musical de l'Orfeó Vilanoví, entre 1910 i 1912, i per la seva participació en diverses companyies de teatre líric, com la “Gran Compañía de Ópera Española”, entre d'altres, amb les quals dirigí les orquestres més notòries de l'època, com ara l'Orquestra Muixins, Els Fatxendes, La Moderna de Granollers, La Principal de Palafrugell, o l'orquestra del Sindicat Musical de Catalunya. Amadeu Cristià i Rotches morí de manera inesperada el 7 d'agost de 1924 a Barcelona.

## Obra
Com a compositor, el mestre Cristià treballà diversos gèneres musicals. En el seu llegat consten obres per a teatre líric, així com poemes simfònics, com ara Flors silvestres (1910), Les roselles (1910), entre d'altres; música d'escena; cuplets, com ara El estudiante (1917), interpretat per Raquel Meller; sardanes, com Rosalia (1922); i d'altres petites creacions, a més de musicar textos d'Ambrosi Carrion i Juan, com ara Agar (1907), La filla del marxant, o Lo torrent de les fades; de Joan Tomàs Biscamps, de Francesc Ferrer Ferret, de Francesc Oltra Dalmau, de Ramon Rovira Gallemí o de Joseph Asmarats Viñas o d'Adrià Gual, per a qui va compondre la música per a les representacions d'uns assajos d'Aristòfanes, Els ocells i Les granotes.

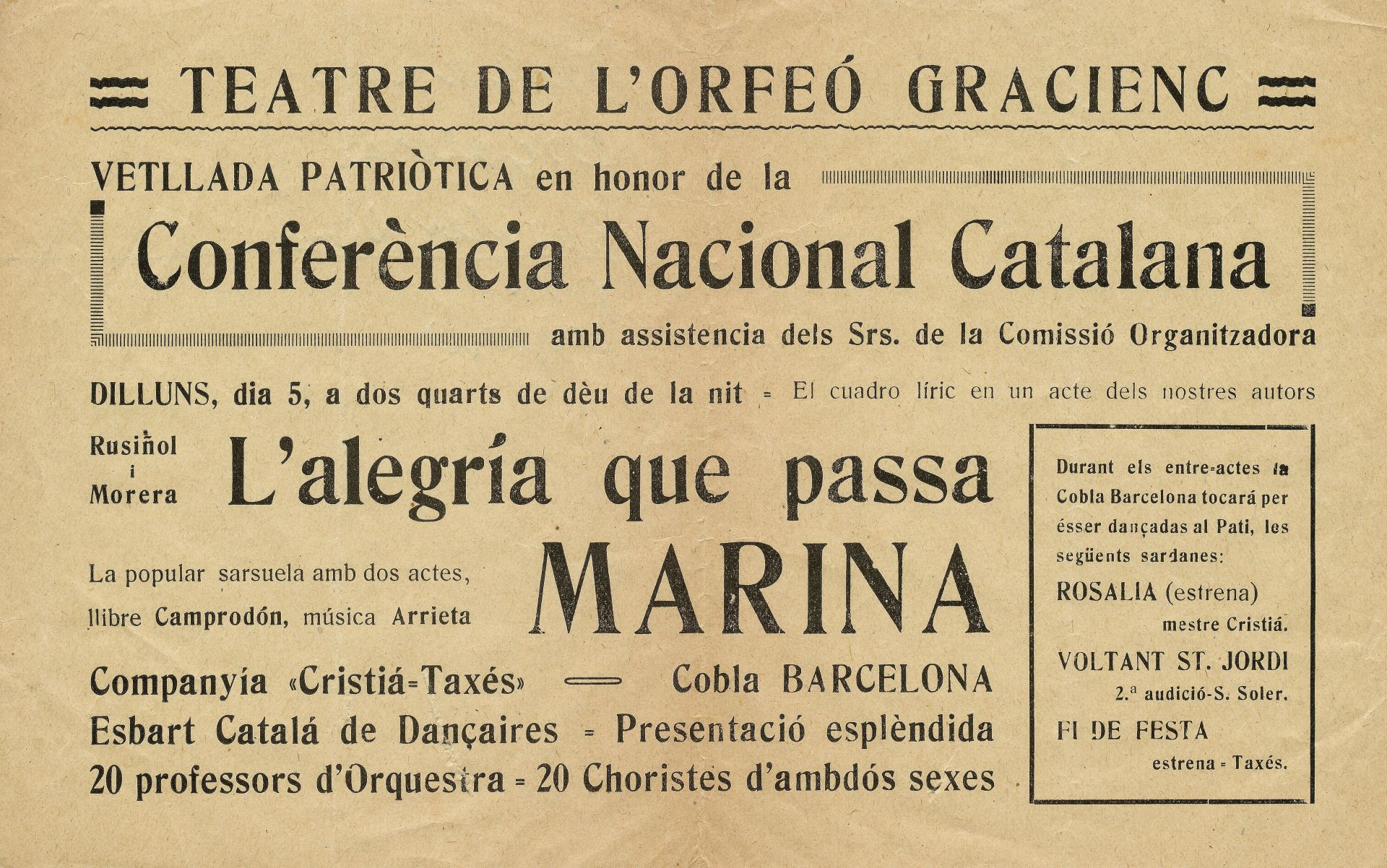
Programa de mà del Teatre de l'Orfeó Gracienc per al dilluns 5 de juny de 1922

## Reconeixements
Després de la seva sobtada mort, se celebrà al Teatre Tívoli de Barcelona un homenatge pòstum en benefici de la família d'Amadeu Cristià mitjançant una funció especial que comptà amb un gran nombre d'artistes. L'any 2022, per tal de commemorar el centenari de l'estrena de la sardana Rosalia (1922), així com per a homenatjar la figura del compositor, la Cobla Ciutat de Granollers interpretà aquesta obra.